# Eothynnus
Az Eothynnus a csontos halak (Osteichthyes) főosztályának a sugarasúszójú halak (Actinopterygii) osztályába, ezen belül a sügéralakúak (Perciformes) rendjébe és a tüskésmakréla-félék (Carangidae) családjába tartozó fosszilis halnem.

## Tudnivalók
Az Eothynnus salmonens a kora eocén korszakban élt, a mai London közelében. Az E. salmonensnak ma már csak néhány koponyája maradt meg.
A tudósok először azt hitték, hogy a hal a tonhalakhoz vagy a makrélákhoz tartozik, emiatt a tudományos neve Eothynnus „hajnali tonhal”-at jelent. Később aztán rájöttek, hogy a tüskésmakréla-félékhez tartozik és rokonságban áll a szintén kihalt Teratichthys és Eastmanalepes halnemekkel.

## Rendszerezés
A nembe az alábbi faj tartozik:
- Eothynnus salmonens

### Fordítás
Ez a szócikk részben vagy egészben  az   Eothynnus című angol Wikipédia-szócikk fordításán alapul.  Az eredeti cikk szerkesztőit annak laptörténete sorolja fel. Ez a jelzés csupán a megfogalmazás eredetét és a szerzői jogokat jelzi, nem szolgál a cikkben szereplő információk forrásmegjelöléseként.